# Schatten über Innsmouth
Schatten über Innsmouth (Originaltitel „The Shadow over Innsmouth“) ist eine Horror-Novelle des US-amerikanischen Schriftstellers H. P. Lovecraft. Sie wurde 1931 fertiggestellt und 1936 zum ersten Mal veröffentlicht. Die Erzählung beschreibt aus der Sicht eines jungen Mannes, wie dieser die Küstenstadt Innsmouth in Neuengland besucht. Dort findet er heraus, dass die Bewohner der Stadt in Verbindung zu einer uralten Art von Meereswesen, den sogenannten „Tiefen Wesen“ stehen. Der Protagonist dringt immer tiefer in die Geheimnisse von Innsmouth ein und findet heraus, dass die Bewohner der Stadt sich mit diesen Wesen kreuzen und deren Kinder sich selbst langsam in fischähnliche Kreaturen verwandeln. Die Nachforschungen des Protagonisten erregen die Aufmerksamkeit der Wesen. Mit knapper Not entkommt er ihren Fängen und schafft es, aus Innsmouth zu fliehen.

## Handlung
Die Handlung beginnt mit dem Bericht über eine geheime Untersuchung der Regierung der Vereinigten Staaten in der verfallenen Hafenstadt Innsmouth in Massachusetts. Diese Ermittlung kam zustande, nachdem der Erzähler der Geschichte durch Zufall nach Innsmouth gelangt war, aus der Stadt flüchtete, und sich mit seiner grauenhaften Entdeckung an die Behörden wandte.
Der Erzähler begibt sich im Alter von 21 Jahren auf eine Reise durch Neuengland, um das Land kennenzulernen und genealogische Studien zu betreiben. Zu dem Zeitpunkt, an dem seine Erzählung beginnt, ist er gerade in Newburyport und sucht eine günstige Möglichkeit, um nach Arkham zu kommen, von wo seine Familie stammt. Als ihm die Fahrkarte für den Zug zu teuer ist, bekommt er vom Fahrkartenverkäufer den Tipp, den alten Bus von Joe Sargent zu nehmen, der jedoch über die Stadt Innsmouth fährt. Auf weiteres Nachfragen erfährt er unter anderem, dass die Bewohner der Nachbarstädte die Gegend um Innsmouth meiden, deren Einheimische komisch aussähen und selten ihre heruntergekommene Stadt verlassen würden. Außerdem solle ein Pakt mit dem Teufel geschlossen worden sein, wodurch Geister aus der Hölle in die Stadt gekommen seien und eine schreckliche Epidemie ausgelöst hätten, welche über die Hälfte der Einwohner dahingerafft habe. Durch diese Hinweise und die Tatsache, dass die Stadt auf keiner bekannten Karte verzeichnet ist, wird die Neugier des Protagonisten geweckt, und er beschließt, besagten Bus zu nehmen.
Da der Bus erst am nächsten Tag fährt, hat der Protagonist noch genügend Zeit, um von den Bewohnern von Newburyport mehr über die geheimnisvolle Stadt zu erfahren. Da sich diese jedoch sehr reserviert zeigen, geht er in die Stadtbibliothek, um dort weitere Informationen zu bekommen. Er entdeckt neben Berichten über die dortige Goldraffinerie auch einen Hinweis auf ein eigenartiges Schmuckstück, eine Tiara mit merkwürdig unirdischem Stil, welche in Newburyport ausgestellt ist. Bei der Besichtigung des Schmuckes empfindet er Faszination, aber auch eine seltsame Beunruhigung, die von den darauf abgebildeten Kreaturen herrührt. Die Kuratorin des Museums erzählt ihm von einem Geheimkult in Innsmouth, dem Esoterischen Orden von Dagon.
Als er am nächsten Morgen den Bus nach Innsmouth besteigt, fallen ihm sofort die faltigen Hälse, schmalen Köpfe, hervortretenden Augen und ausdruckslosen Gesichter der Insassen aus Innsmouth auf. Der Anblick lässt in ihm ein Gefühl von Abneigung hochkommen. Er nennt dieses Aussehen den Innsmouth-Look. In Innsmouth angekommen sieht er durch eine Kellertüre der Steinkirche eine Gestalt in eigentümlichen Gewändern und derselben Tiara, wie er sie bereits in Newburyport betrachtet hatte. Der Protagonist beginnt seine Nachforschungen in dem Laden einer Lebensmittelkette, in dem ein junger Mann aus der Nachbarstadt Arkham arbeitet. Von ihm bekommt er eine Karte der Stadt gezeichnet und den Hinweis auf weitere Informationen, falls er den alten Trunkenbold Zadok Allen ausfindig machen kann. Der Erzähler macht sich auf, um die großteils verlassene Stadt zu erkunden. Er wundert sich darüber, dass es weder Hunde noch Katzen gibt und die Fensterläden nicht nur bei den schlecht erhaltenen Gebäuden geschlossen sind. Zadok Allen findet er bei der baufälligen Feuerwache. Er besorgt sich eine Flasche Whiskey in einem Kramerladen und lockt Allen damit in ein einsames Viertel an der Küste, wo sie sich auf einem alten Pier niederlassen.
Durch den Whiskey wird der alte Stadtbewohner gesprächig und erzählt von der Geschichte Innsmouths, die eng mit Obed Marsh verbunden sei. Marsh habe einige Schiffe besessen, mit denen er Handel getrieben habe. Unter seinen Handelspartnern waren die Eingeborenen einer kleinen Insel gewesen, die über Unmengen an seltsamem Goldschmuck und Fischen verfügten, da sie mit seltsamen Wesen aus dem Meer einen Pakt geschlossen haben. Diese Tiefen Wesen lebten im Meer und seien Mischwesen halb Mensch halb Fisch. Der Handel versiegte, als die Eingeborenen von den Bewohnern der Nachbarinseln vernichtet worden seien. Marsh hätte jedoch zuvor ein Stück Metall und Zauberformeln zur Beschwörung jener Tiefen Wesen vom Häuptling der Eingeborenen bekommen. Dieses benutzten Marsh und seine Männer, um vor der Küste Innsmouths am Teufelsriff eine Beschwörung dieser Wesen mit Menschenopfern vorzunehmen. Die Tiefen Wesen hätten mit den Bewohnern von Innsmouth einen Handel gemacht: Die Menschen bekämen Goldschmuck und Fisch, dafür müssten sie die Fisch-Kreaturen in ihrer Stadt aufnehmen und sich mit ihnen paaren. Die Kinder aus dieser Vermischung sollten nie sterben, sie würden den Innsmouth-Look annehmen und zu Mutter Hydra und Vater Dagon ins Meer zurückkehren. Auch erfährt der Erzähler vom alten Allen, dass er selbst „die Augen der Marshs“ habe.
Der Erzähler weiß nicht recht, was er von dieser fantastischen Geschichte halten soll und beschließt, die Stadt zu verlassen. Joe Sargent erklärt ihm jedoch, dass der Bus eine Panne habe, er aber die Nacht im Gilman House verbringen könne. Da kein Riegel an der Tür des ihm zugewiesenen Hotelzimmers vorhanden ist, befestigt er das Schloss des Kleiderschranks an der Tür. Die Geschichte Allens hat ihn so beunruhigt, dass er nicht schlafen kann. Zu später Stunde knarren die Dielen und jemand versucht ohne Erfolg, in sein Zimmer einzudringen. Kurz darauf beginnt ein lautes Klopfen an der Tür. Der Protagonist flieht durch eine Verbindungstür in ein anderes Zimmer und klettert dort aus dem Fenster. Er flüchtet durch die Stadt, stets bemüht, ungesehen im Finsteren zu bleiben. Da die Straßen von den Stadtbewohnern überwacht werden, bleibt ihm als Fluchtweg nur die stillgelegte Eisenbahnlinie zur Nachbarstadt Rowley.
Nachdem er mehrmals beinahe entdeckt wird, erreicht er ein sumpfiges Gelände, wo das Bahngleis auf einem niedrigen Damm verläuft, der von Büschen und Dickicht umgeben ist. Als ein Suchtrupp an einer nahe gelegenen Straße näherkommt, sucht der Gejagte Schutz im dichten Gestrüpp. Er beobachtet die Gestalten, die nichts Menschliches mehr an sich haben und einen fürchterlichen Fischgeruch verbreiten. Ihre Hautfarbe ist graugrün, ihre Bäuche sind jedoch weiß und die Köpfe jene von Fischen, mit Kiemen und grotesk herausstarrenden Augen. Ihre Fortbewegung ist mehr ein Hopsen, manchmal auf zwei Beinen und manchmal auf allen Vieren. Durch den Anblick dieser Gestalten erkennt der Erzähler die Wahrheit hinter der Geschichte des alten Zadok Allen und erliegt einem Ohnmachtsanfall. Er erwacht erst am nächsten Tag und flüchtet weiter nach Rowley und von dort nach Arkham, wo er die Behörden informiert.
Während im Folgenden die Jahre vergehen und er in seinem Familienstammbaum nachforscht, gelangt er zu der verstörenden Vermutung, dass er ehemalige Innsmouth-Bewohner als Vorfahren hat. Da er zunehmend selbst den Innsmouth-Look annimmt, denkt er zunächst daran, sich umzubringen. Seine Einstellung wandelt sich jedoch allmählich in ein Akzeptieren der Tatsachen und er plant, seinen Cousin, welcher mit ihm das gleiche Schicksal teilt und in einer psychiatrischen Anstalt gefangen gehalten wird, zu befreien. Mit ihm will er zu seinen Vorfahren ins Meer gehen und dort in der Unterwasserstadt der Tiefen Wesen, Y’ha-nthlei, für alle Zeiten als unsterbliche Kreatur leben.

## Inspiration

### Fishhead
Nach S. T. Joshi griff Lovecraft die Idee der Fisch-Hybriden in zwei Büchern auf. Ein Werk davon ist Fishhead von Irvin S. Cobb. Diese Geschichte las Lovecraft im Jahr 1913 im Cavalier und schrieb auch einen begeisterten Leserbrief, in dem er das Werk lobte. Es ist die Geschichte über einen Mörder, der dem missgebildeten fischähnlichen Sohn einer Halbindianerin und eines schwarzen Mannes das Leben nimmt.

„His skull sloped back so abruptly that he could hardly be said to have a have a forehead at all; his chin slanted off right into nothing. His eyes were small and round with shallow, glazed, pale-yellow pupils, and they were set wide apart in his head, and they were unwinking and staring, like a fish’s eyes. […] Also when Fishhead became a man grown his likeness to a fish increased, for the hair upon his face grew out into two tightly kinked slender pendants that drooped down either side of the mouth like the beards of a fish!“

„Sein Schädel neigte sich so abrupt zurück, dass nicht behauptet werden konnte, er hätte eine Stirn; sein abgeschrägtes Kinn verlief ins Nichts. Seine Augen waren klein und rund mit flachen, glänzenden, fahlgelben Pupillen, und sie befanden sich weit auseinander am Kopf, sie blickten starr wie die Augen eines Fisches und blinzelten nicht. […] Als Fischkopf erwachsen wurde, verstärkte sich seine Ähnlichkeit mit der eines Fisches noch, denn die Haare in seinem Gesicht wuchsen in zwei dichten Büscheln seitlich über die Mundwinkel, ähnlich den Bärten eines Fisches!“

### The Harbor-Master
In The Harbor Master, geschrieben von Robert W. Chambers sieht Joshi ein weiteres Buch, das dem Autor Inspiration zu seiner Erzählung lieferte. Es handelt sich um eine Kurzgeschichte, die später das erste von fünf Kapiteln des Buches In Search of the Unknown (1904) darstellt. In dem Werk geht es um einen Zoologen, der die letzten überlebenden amphibischen Menschen entdeckt, welche in einer ungefähr acht Kilometer tiefen Meeresspalte im Atlantik leben.

### John Silence – Physician Extraordinary
Die beiden oben genannten Werke behandeln jedoch nur einen einzelnen Fall von Mischbildung. H. P. Lovecraft erschafft hingegen gleich eine ganze Gesellschaft beziehungsweise eine Zivilisation von Hybridwesen, wodurch er das Gefühl einer weltweiten Bedrohung beim Leser bewirkt. Vor allem durch die Unsterblichkeit der Tiefen Wesen ergibt sich die Sichtweise, dass die Menschen von ihnen auf der Erde geduldet werden und nicht umgekehrt. Die Verwandlung einer ganzen Gesellschaft beschrieb vor Lovecraft schon der Schriftsteller Algernon Blackwood in seiner Geschichte John Silence – Physician Extraordinary, die 1908 erschien. In dem Werk kommt ein Reisender in eine kleine französische Stadt und entdeckt, dass sich alle Bewohner in der Nacht in Katzen verwandeln. Durch diese Gemeinsamkeit hatte dieser Roman nach S. T. Joshi einen größeren Einfluss auf Lovecraft als die Werke von Cobb und Chambers.

### Neuengland
Die reale Stadt Newburyport in Neuengland, die Lovecraft im April 1923 besichtigt hatte, diente ihm als Inspirationsquelle für die Stadt Innsmouth. Sein Freund, der Amateurschriftsteller Edgar J. Davis, welcher damals erst 15 Jahre alt war, begleitete ihn bei der Besichtigung. Lovecraft war sofort von Newburyport fasziniert, denn dort fand er genau jene Atmosphäre städtischen Verfalls, die er dem Leser in Schatten über Innsmouth nahebringen wollte. In einem Brief an Samuel Loveman schildert Lovecraft ausführlich ihre Ankunft in Newburyport. Mit dem Bus fuhren sie durch eine der schönsten Landschaften Neuenglands, mit anmutigen und sanften Hügeln. Die Umgebung der Stadt hatte sich im Lauf der Jahrhunderte wenig verändert. Auch die uralten Häuser, die malerischen Schornsteinaufsätze auf alten Bruchbuden genauso wie auf neueren Herrenhäusern mit Kuppeldächern und die altertümlichen georgianischen Straßen deuteten auf wenig Veränderung in den letzten hundert Jahren hin.

## Entstehung

### Entstehungsgeschichte
Schatten über Innsmouth entstand in einer von H. P. Lovecraft selbst als Tiefpunkt bezeichneten literarischen Phase. Er startete die Erzählung im Geiste als „laborartiges Experiment“, wie er es selbst formulierte, und hatte dabei heftig zu kämpfen; heute ist es schwer nachzuvollziehen, was er mit dieser Aussage gemeint haben könnte. Es gelang ihm erst nach mehreren Anläufen, sein Werk Ende 1931 fertigzustellen. Die Geschichte wurde von Lovecraft mehrmals umgeschrieben, und er experimentierte mit verschiedenen atmosphärischen Stimmungen und Tempovariationen. Nach drei gescheiterten Versuchen war der Autor immer noch unzufrieden und hielt nicht viel von seinem Werk:

„I don´t think the experimenting came to very much.
The result 68 pages long, has all the defects I deplore especially in point of style, where hackneyed phrases and rhythms have crept in despite all precautions.[...] No I don´t intend to offer The Shadow over Innsmouth for publication for it would stand no chance of acceptance.“

„Ich glaube nicht, dass das Experimentieren viel gebracht hat.
Das 68-seitige Ergebnis weist genau all die Mängel auf, die ich besonders in stilistischer Hinsicht bedaure, wo sich trotz aller Vorsichtsmaßnahmen abgedroschene Phrasen und Rhythmen eingeschlichen haben.[...]
Nein, ich habe nicht die Absicht, Schatten über Innsmouth zur Veröffentlichung anzubieten, denn es hätte keine Chance auf Akzeptanz.“

Der Literaturwissenschaftler Will Murray stellte die Hypothese auf, dass Lovecraft die Verfolgungsszene im Buch für Harry Bates, den Herausgeber von Strange Tales, eingebaut habe, da dieser bekanntlich größeren Wert auf Action als auf Atmosphäre legte; dafür gibt es jedoch keine Beweise. Lovecraft reichte die Geschichte weder bei Strange Tales noch bei Weird Tales – beides einschlägige Pulp-Magazin – zur Veröffentlichung ein, sodass Murray zu dem Schluss kommt, der Autor sei mit seiner Geschichte tatsächlich so unzufrieden gewesen wie er es vorgab und wollte sie auf dem professionellen Markt überhaupt nicht veröffentlichen. Diese Einstellung spiegelt sich in einem Schreiben an Farnsworth Wright, den Herausgeber von Weird Tales, wider, in dem Lovecraft unter anderem über seine Erzählung schrieb:

„[…]and conventional magazine standards would undoubtedly rate it “intolerably slow”, not conveniently divisible or something of that sort. For the present I don’t think I'll submit any new material anywhere […]“

„[…] und nach herkömmlichen Magazinmaßstäben ist sie zweifelsohne als unerträglich schwerfällig, nicht gut unterteilbar oder etwas in der Art zu bezeichnen. Im Augenblick glaube ich nicht, dass ich irgendwo neues Material einreichen werde.“

### Veröffentlichung
August Derleth, versuchte den Schriftsteller zu überreden, Schatten über Innsmouth doch noch bei Weird Tales einzureichen, doch Lovecraft lehnte entschieden ab. Daraufhin sandte Derleth im Jahr 1933 Schatten über Innsmouth im Alleingang an Farnsworth Wright. Dieser war von der Geschichte fasziniert, wusste jedoch nichts damit anzufangen, da sie zu lang war, um sie auf einmal abzudrucken. Aus einem Brief von Derleth an Robert E. Howard geht hervor, dass dieser sich große Mühe gab, seine Anstrengungen um eine Veröffentlichung von Schatten über Innsmouth zu verbergen, da Lovecraft eine Ablehnung fürchtete. Seine Bemühungen waren umsonst, denn der Schriftsteller fand es schließlich heraus.
Inspiriert von Clark Ashton Smiths Eigenveröffentlichungen abgelehnter Geschichten entstand bei Lovecraft die Idee, seine Werke Schatten über Innsmouth und Berge des Wahnsinns selbst als Buch zu veröffentlichen. William L. Crawford, Herausgeber des Magazins Marvel Tales, griff 1935 diese Idee auf und entwickelte Pläne, um beide Werke zu veröffentlichen. Letztendlich wurde nur Schatten über Innsmouth als kleines, primitiv gedrucktes Buch, das noch dazu voller typografischer Fehler war, veröffentlicht. Von den 400 gedruckten Werken wurden jedoch aus Kostengründen nur 200 gebunden, der Rest einfach weggeworfen.
Nach Lovecrafts Tod im Jahre 1937 versuchte Derleth weiter, die Geschichte zu einer Veröffentlichung zu bringen. Absagen bekam er von Farnsworth Wright von Weird Tales und dem Magazin Famous Fantastic Mysteries. Erst die Nachfolgerin von Wright, Dorothy McIlwraith, druckte die Erzählung mit beträchtlichen Kürzungen in der Ausgabe vom Januar 1941.

## Deutungsansätze
Nach Monika Schmitz-Emans wird die Welt in Lovecrafts Erzählung von fremden Mächten beherrscht, denen der Mensch als hilfloses Opfer machtlos gegenübersteht; es scheint aussichtslos, die Welt zu beherrschen und zu durchschauen. Dies weist auf die von Lars Gustafsson lokalisierte „reaktionäre“ Dimension phantastischer Literatur hin. Bei Schatten über Innsmouth wird das Grauen durch das physisch und sensuell „Unfassliche“ hervorgerufen, welches sich in verschwimmenden Gestalten, knapp angedeuteten Bildern oder einem unbestimmten Klang wiederfindet. Dabei läuft die zentrale Aussage immer wieder auf eines hinaus: Die Tiefen Wesen haben sich in der menschlichen Welt eingenistet und sind allgegenwärtig. Die Wasserwelt ist dabei der Inbegriff des Fremden. Die Fahrt nach Innsmouth und die düstere verlassene Stadt erzeugen beim Erzähler eine Art Beklemmung, die äußerliche Erscheinung der Bewohner hingegen ruft Abscheu und Grauen hervor.
Die Erzählung des Zadok Allen wird in der Haupthandlung als Binnengeschichte integriert und gilt als Schlüssel zum Geheimnis um Innsmouth. Es ist eine Art Vorgeschichte, die mit für Lovecraft typischen Abstrusitäten gefüllt ist und trotzdem einem konventionellen Muster folgt. Die Tiefen Wesen sind nach Schmitz-Emans „Ausgeburten von Lovecrafts Phantasie“. Es wird großer rhetorischer Aufwand betrieben, um dem Leser die Andersartigkeit und den Schrecken dieser Kreaturen zu vermitteln. Lovecraft legt Wert darauf, eine Spezies zu beschreiben, die es so in der Natur nicht gibt, jedoch stellt er seine Spezies aus den Merkmalen bekannter Tierarten her. Darin erkennt man auch sein Verfahren mit vorgegebenen stofflichen Fundamenten – es sind Zusammenstellungen aus bekannten Materialien oder eine Vermischung von Vertrautem. Diese Vorgehensweise versucht er mit rhetorischen Mitteln zu verbergen, um dem Leser zu suggerieren, etwas gänzlich Andersartiges erschaffen zu haben.
Lovecraft verwendet eine ungewöhnliche Technik der sprachlichen Leerformen. Er erprobt ein rhetorisches Instrumentarium, das aus leeren Worthüllen nichtssagender Adjektive, aus Negativformeln und aus indirekten Darstellungen der Ursache (des „unsäglichen“ Schrecknisses) über die Wirkung (das Entsetzten) besteht. Die Schrecknisse verlieren ihre Beeinflussungskraft, weil sie auch positiven Bestimmungen unterworfen werden. Die Monster im Buch erzeugen Schrecken, jedoch nicht den des Außermenschlich-Grauenhaften, da sie zu Porträts der historischen Menschheit werden, die Invasoren handeln kolonialistisch. Ihre Absicht liegt in der Unterwerfung mit anschließender Ausrottung der Menschen. Außerdem etablieren sie gewaltsam ihren eigenen Kult und ihre Religion. Schmitz-Emans zieht hier Vergleiche zur Kolonialisierung Amerikas und der Ausrottung der Indianer. Auch sieht sie Parallelen zwischen Lovecrafts Rassismus und Formen des „weißen“ Rassismus, insbesondere dem der deutschen Nationalsozialisten.
So liegt auch eine Stärke Lovecrafts – gewollt oder nicht – darin, Europa und dem „weißen“ Amerika ein verzerrtes Spiegelbild vorzuhalten, denn die Invasoren aus dem Buch sind in ihrer Monstrosität unseresgleichen. Die Welt in Schatten über Innsmouth wirkt weniger fremd als bei anderen Autoren seit der Romantik, da die Wesen in seinen Erzählungen sich vom Menschen zwar äußerlich unterscheiden, ihre Struktur erinnert aber stark an menschliche Gesellschaften. Sie sind hierarchisch organisiert, und ihre Kulturen sind Zerrbilder der menschlichen Kulte. Die Wesen bedienen sich einer fremden Sprache und Symbolen, wodurch sie dem Menschen ähnlich werden.
Um die Tiefen Wesen liegt zunächst eine Aura des Rätselhaften. Aus diesem Grund wird beim Leser das Gefühl hervorgerufen, sich nicht auszukennen, und Spannung wird erzeugt. Mit dem Fortschreiten der Geschichte wird der Leser mehr und mehr mit den Geheimnissen von Innsmouth vertraut und findet sich besser zurecht, das Fremde wirkt nicht mehr so fremd. Nicht ganz freiwillig wird der Gegensatz von Befremdlichem und Sprache demonstriert. Die Verstörung des Lesers durch die Welt der Tiefen Wesen wird reduziert, da durch ihre Symbole die fremde Welt in den Bereich des potentiell übersetzbaren rückt.

### Atavismus
Lovecraft verwendet in Schatten über Innsmouth das Stilelement des Atavismus, eine mentale, moralische Veränderung hin zu einem andersartigen Wesen, die unausweichlich ist. Die Hauptfigur kämpft lange darum, den vagen anthropomorphen Wesen zu entkommen, die in ihm eine so natürliche Abscheu hervorrufen. Mit der Zeit jedoch ist er mehr und mehr fasziniert von dem, was der Leser als wahre Schrecken erlebt. Und endlich begreift er, dass er eines dieser Wesen ist, die er zuvor verabscheut hat. Weit davon entfernt, sich umbringen zu wollen, gewöhnt er sich nach und nach an die Veränderungen, denen er unterworfen ist.

### Rassismus und Fremdenhass
Der Rassismus in der Geschichte ist interessanterweise mehrdeutig, da alle Mensch-Fisch-Hybriden alle Eigenschaften besitzen, die Lovecraft aus seiner konservativen Sicht am meisten schätzte. Eine hoch entwickelte ästhetische Sensibilität und ein hohes Maß an künstlerischem Ausdruck, die Kontinuität der Generationen über die Zeit hinweg und eine so gefestigte Identität, dass keine noch so starke rassische Vermischung mit Menschen sie daran hindern kann, ihre angeborenen Rassemerkmale zu bewahren. Andererseits taucht Lovecrafts allgemeiner Abscheu vor dem Fremden und der Rassenmischung hier als lauernder Schrecken vor Wesen aus dem Meer auf. Die seltsam aussehenden Menschen von Innsmouth, die ihre Kinder den Wesen im Meer opfern, um sich gute Fanggründe zu sichern, und schließlich irgendwann zu einem von ihnen werden.

### Der „Innsmouth-Look“
Die Bewohner von Innsmouth sind, aufgrund eines Paktes mit den Tiefen Wesen dazu gezwungen, sich mit diesen zu paaren. Deren Nachkommen sind Hybridwesen mit menschlichem Aussehen, welches sich mit der Zeit dem Abbild ihrer Vorfahren, der Tiefen Wesen, annähert. Auffällig am Innsmouth-Look ist die verkleinerte Kopfform, die Haare fallen aus. Die Augen werden größer, bis sie aus dem geschrumpften Kopf hervortreten und ein Blinzeln unmöglich wird. Die Ohren verkleinern sich so weit, bis sie kaum mehr sichtbar oder nicht mehr vorhanden sind. Schuppen beginnen auf den unterschiedlichsten Körperstellen zu wachsen, die Haut wird rau und bekommt einen gräulichen Farbton. Am Hals bilden sich Hautfalten, welche in weiterer Folge zu Kiemen heranwachsen können. Die Finger sowie Füße wachsen durch den Transformationsprozess übermäßig. Aus dem aufrechten Gang wird ein gebücktes Watscheln und Hüpfen auf zwei Beinen, manchmal auf allen Vieren. Der menschliche Teil der Hybridwesen nimmt mit der Zeit immer mehr ab und das Aussehen ihrer Vorfahren kommt stärker zum Vorschein. Deshalb ziehen sie sich aus der Öffentlichkeit zurück und beginnen in Abgeschiedenheit zu leben. Ist die Verwandlung hin zum Tiefen Wesen vollständig abgeschlossen, sind diese relativ unsterblich. Sie werden vom stetigen Wunsch, die menschliche Welt zu verlassen, angetrieben, und gehen schließlich nach Y’ha-nthlei, in die Stadt ihrer Vorfahren unter Wasser.

## Charaktere

### Robert Olmstead
Robert Olmstead ist ein College-Student aus Toledo. Olmstead ist auf der Reise durch Neuengland, um Familien- und Altertumsforschung zu betreiben und kommt zufällig nach Innsmouth. Dort trifft er Zadok Allen und kommt durch dessen Erzählungen dem dunklen Geheimnis der verfallenen Stadt auf die Spur. Nach zahlreichen schrecklichen Ereignissen und einer geglückten Flucht aus Innsmouth beginnt die Regierung auf Olmsteads Drängen hin mit den Untersuchungen der Geschehnisse rund um die Hafenstadt. Mit zunehmendem Alter beginnt Robert Olmstead den Innsmouth-Look anzunehmen. 1930 verhilft er seinem Cousin zur Flucht aus einer psychiatrischen Anstalt und geht mit ihm ins Meer, um bei den Tiefen Wesen in der Unterwasserstadt Y’ha-nthlei zu leben.
Olmsteads Verwandlung am Ende des Buches ist der kontroverse Höhepunkt der Geschichte, dem Leser wird damit mitgeteilt, dass nicht nur sein Körper einer Veränderung unterliegt, sondern auch sein Geist unumkehrbar verändert wurde. Die Veränderung des Charakters wird durch subtile Beschreibungen dargestellt. Dies wird unter anderem beim Titel des Werkes deutlich, der in verschiedenen Abwandlungen benutzt wird: Anfangs hört man vom schattenhaften Innsmouth, dann vom von Gerüchten überschatteten Innsmouth, bis hin zum vom Bösen überschatteten Innsmouth. Diese Steigerung zeugt von der wachsenden Abscheu Olmsteads vor den Einwohnern der Stadt. Nach seiner Bekehrung spricht der Hauptcharakter jedoch vom von Wundern überschatteten Innsmouth und den noch größeren Wundern von Y’ha-nthlei, wo er für immer leben werde. Dies soll ein Gefühl des Sieges auf Seiten des Charakters ausdrücken und bei den Lesern die Empfindung von äußerstem Grauen hervorrufen.

### Zadok Allen
Zadok Allen ist einer der letzten verbliebenen komplett menschlichen Bewohner von Innsmouth.
Durch den Einsatz von Alkohol gelingt es Robert Olmstead, von Allen mehr über die wahre Geschichte der kleinen Stadt zu erfahren. Mit 15 Jahren wird er Zeuge wie die Tiefen Wesen in die Stadt kommen, und es einen Aufruhr gibt, bei dem sein Vater ums Leben kommt. Anschließend tritt er dem Esoterischen Orden von Dagon bei, wird jedoch nie in den innersten Kreis aufgenommen, da er nur zwei von drei Eiden auf Dagon leistet. Er verlässt das Dorf um im Bürgerkrieg zu kämpfen, kehrt jedoch wegen seiner Familie zurück. Der Charakter Zadok Allen hat eine große Ähnlichkeit mit dem Amateurpoeten Jonathan E. Hoag, den Lovecraft im Jahre 1918 kennenlernte. Hoags Geburts- und Sterbejahr sind dieselben wie bei Allen. Humphrey Lathrop, ein älterer Doktor aus Herbert Gromans Buch The Place Called Dagon, könnte ebenso Einflüsse auf die Gestaltung von Zadok Allen gespielt haben.

### Obed Marsh
Während seiner Reisen zu den polynesischen Inseln lernt er ein Inselvolk kennen, das einen Vertrag mit den Tiefen Wesen eingegangen ist und dadurch von den reichlichen Fischvorkommen und dem Gold der Tiefen Wesen profitiert. Marsh lässt sich von den Inselbewohnern die Riten und Gesänge der Tiefen Wesen beibringen. Bis 1838 treibt er Handel mit dem Inselvolk, bis er entdeckt, dass sie von benachbarten Insulanern getötet worden sind. In Innsmouth überzeugt Marsh einige Bewohner, sich vom Christentum loszusagen und stattdessen Dagon anzubeten.
1846 heiratete Marsh eine zweite Frau, mit der er drei Kinder hat. Zwei von ihnen verschwinden bereits im Kindesalter, das dritte Kind heißt Alice Marsh und ist die Urgroßmutter von Robert Olmstead.

### Barnabas Marsh
Barnabas ist der Enkel von Obed Marsh und seiner ersten Frau. Er ist der Sohn von Onesiphorus, Obeds ältestem Sohn. Seine Mutter war eines der Tiefen Wesen. Barnabas Marsh, bekannt als Old Man Marsh, wohnt in Innsmouth und ist Besitzer der dort ansässigen Marsh Refining Company, einer Goldraffinerie. Von Zadok erfährt Olmstead, dass Barnabas sich in letzter Zeit stark verwandelt habe. Er könne seine Augen nicht mehr schließen und habe eine ganz andere Körperform. Die Leute im Dorf sagen, er trüge noch Kleidung, würde jedoch bald für immer ins Wasser gehen.

### Joe Sargent
Joe Sargent ist ein Einwohner aus Innsmouth, der ein Busunternehmen führt. Die einzige Route führt von Newburyport über Innsmouth nach Arkham.
Die wenigen Fahrgäste dieser Buslinie stammen immer aus Innsmouth, da die Menschen aus den Nachbarstädten eine Abneigung gegen die Bewohner der verfallenen Hafenstadt haben. Der kleine Bus, der auf dieser Fahrtstrecke eingesetzt wird, ist alt und heruntergekommen. Robert Olmstead benutzte diese Linie, um von Newburyport nach Innsmouth zu gelangen. Das Busunternehmen wurde mit dem Einsatz der Regierung in Innsmouth im Jahre 1928 geschlossen.
Joe Sargent ist geschätzt nicht älter als 35 Jahre und hat den einschlägig bekannten „Innsmouth-Look“. Er ist von dünner Statur, hat hängende Schultern und tiefe Hautfalten rechts und links am Hals. Sein Gesicht ist ausdruckslos, seine Kopfform schmal. Die Ohren sind unterentwickelt, die Augen weit hervorgetreten und wässrig-blau, außerdem scheinen sie nie zu blinzeln. Sargent hat eine dicke Oberlippe, die graue Haut ist großporig und uneben. Er hat große Hände mit kurzen Fingern und einer riesigen Handfläche. Seine Füße sind überdurchschnittlich groß, deshalb sieht sein Gang so aus, als würde er watscheln.

### Dagon

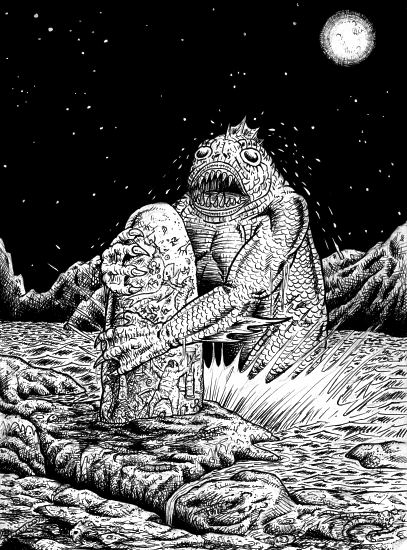
Künstlerische Darstellung der Meeresgottheit Dagon

Dagon gehört den Tiefen Wesen an, er ist eines der ältesten von ihnen. Dagon ist nach jahrtausendelanger Herrschaft über seine kleineren Brüder und Schwestern übermäßig gewachsen. Einen Großteil seiner Zeit schläft Dagon in einer Spalte am Meeresboden unter etlichen Schlammschichten. Nur wenn er durch Rituale der Tiefen Wesen oder der Anhänger des Esoterischen Orden von Dagon gerufen wird, kommt er an die Meeresoberfläche. Legenden besagen, dass Dagon nur so weit an Land kommen könne, wie es der Wasserstand bei Ebbe erlaubt.

### Hydra
Hydra gehört der Rasse der Tiefen Wesen an und ist ebenso wie ihr Gemahl Dagon viel größer als ihre Artgenossen, so Daniel Harms in seiner Encyclopedia Cthulhiana. Er beschreibt Hydra als eine der Gottheiten, die von den Tiefen Wesen und einigen Kulten wie beispielsweise dem Esoterischen Orden von Dagon verehrt wird. Die Tochter von Hydra, Pth’thya-l’yt, lebt seit nunmehr 80.000 Jahren in der Unterwasserstadt Y’ha-nthlei.

## Orte

### Innsmouth

Lage von Innsmouth in Massachusetts

Innsmouth befindet sich an der Mündung des Flusses Manuxet im US-Bundesstaat Massachusetts. Die Stadt war einst wohlhabend und pulsierend, heute ist sie hingegen menschenleer und in Verfall begriffen.

### Das Gilman House
Das Gilman House ist die einzige Herberge in ganz Innsmouth. Die Unterkunft selbst befindet sich in keinem guten Zustand. Die gelbe Außenfarbe des alten Gemäuers ist abgeblättert, das Schild mit der Hotelbezeichnung am Eingang halb verwischt, die Korridore sind menschenleer und staubig, die vermoderten Böden und Treppen knarzen bei jedem Schritt. Das Hotel hat drei Stockwerke, die Zimmer sind untereinander durch Türen verbunden. Eine große Kuppel krönt das Dach.

### Das Teufelsriff
Das Teufelsriff ist ein niedriges, schwarzes Riff, knapp zweieinhalb Kilometer vor der Küste von Innsmouth, hinter welchem das tiefe Wasser anfängt. Je nach den Gezeiten ragt ein Teil davon aus dem Wasser empor oder liegt knapp darunter. Als in Innsmouth noch reger Handel mit anderen Städten herrschte, versuchten die anlaufenden Schiffe jedes Mal, einen großen Bogen um das Riff zu machen. Die Bewohner von Innsmouth unternehmen regelmäßig Schwimmwettbewerbe hin zum Riff. Im Winter 1927/28 wird der Tiefseegraben hinter dem Teufelsriff von einem U-Boot torpediert. Im Verlauf der Erzählung wird klar, dass sich unter dem Teufelsriff die Unterwasserstadt Y’ha-nthlei befindet.

### Y’ha-nthlei
Y’ha-nthlei ist die Heimat der Tiefen Wesen. Die Stadt liegt an der Küste von Innsmouth unter dem Teufelsriff. Als die Bundesregierung im Februar 1928 den Tiefseegraben hinter dem Teufelsriff torpedieren ließ, wurden Teile der Stadt zerstört.

### Der esoterische Orden von Dagon
Der esoterische Orden von Dagon ist ein Geheimkult, der von Obed Marsh und seinen Männern um 1840 gegründet wurde. Der Orden zerschlug schnell die ortsansässige Freimaurerei und übernahm deren Tempel als neuen Versammlungsort. Die Mitglieder des Ordens beten zu den Göttern der Tiefen Wesen, Vater Dagon und Mutter Hydra. Außerdem bringen sie den Tiefen Wesen Menschenopfer. Diese Opferungen erfolgten zu bestimmten Zeitpunkten, im Gegenzug erhalten die Menschen eine begrenzte Menge an Gold sowie Fischschwärme. Die Mitglieder des Ordens müssen drei Eide zu leisten: Geheimhaltung, Loyalität und Heirat mit einem Tiefen Wesen, um Kinder mit ihnen zu zeugen oder diese auszutragen. Im Winter 1927/1928 wird der Orden zerschlagen, als Regierungstruppen auf Gesuch von Robert Olmstead in Innsmouth zu ermitteln beginnen.

## Ausgaben und Rezeptionen
Die Erzählung Schatten über Innsmouth ist neben der Taschenbuchausgabe ebenso in folgenden literarischen Werken erschienen:
- 1965 – 12 Grusel Stories. H. P. Lovecraft, Wilhelm Heyne Verlag.
- 1971 – Der Fall Charles Dexter Ward. Zwei Horrorgeschichten, Insel Verlag, Suhrkamp Verlag, 1977.
- 1990 – Schatten über Innsmouth. H. P. Lovecraft, Suhrkamp Verlag.
- 1996 – The Best of H. P. Lovecraft. Suhrkamp Verlag.
- 2001 – Gesammelte Werke: Werkgruppe I. Band 5, limitierte Auflage, Edition Phantasia.
- 2008 – Lovecraft Horror Stories. Suhrkamp Verlag.
- 2011 – Gesammelte Werke Band 1: Der kosmische Schrecken. Neuübersetzung, Festa Verlag.
- 2011 – Chronik des Cthulhu-Mythos II. Festa Verlag.